# 오트사부아주

오트사부아 주의 위치

오트사부아주(프랑스어: Haute-Savoie)는 프랑스 론알프 레지옹에 있는 주로 주도는 안시이며 인구는 706,708명(2007년 기준), 면적은 4,388km2, 인구밀도는 161.1명/km2이다.
몽블랑과 안시호가 자리하고 있다. 북쪽으로 스위스와 레만호에서 국경을 접한다. 레만호 호반에는 에비앙 생수로 유명한 에비앙레뱅 마을이 있다. 동쪽으로는 이탈리아와 국경을 접한다.
이탈리아와 연결되는 몽블랑 터널의 입구에 자리한 샤모니는 스키 리조트로 유명하다. 샤모니는 1924년 동계 올림픽 개최 도시이기도 하다.

## 인구
| 연도    | 인구    | ±% p.a. |
| ------- | ------- | ------- |
| 1861    | 267,496 | —       |
| 1872    | 273,027 | +0.19%  |
| 1881    | 274,087 | +0.04%  |
| 1891    | 268,471 | −0.21%  |
| 1901    | 263,803 | −0.18%  |
| 1911    | 255,137 | −0.33%  |
| 1921    | 235,668 | −0.79%  |
| 1931    | 252,794 | +0.70%  |
| 1936    | 259,961 | +0.56%  |
| 1946    | 270,565 | +0.40%  |
| 1954    | 293,852 | +1.04%  |
| 1962    | 329,230 | +1.43%  |
| 1968    | 378,550 | +2.35%  |
| 1975    | 447,795 | +2.43%  |
| 1982    | 494,505 | +1.43%  |
| 1990    | 568,286 | +1.75%  |
| 1999    | 631,679 | +1.18%  |
| 2006    | 696,254 | +1.40%  |
| 2016    | 801,416 | +1.42%  |
| source: |         |         |

## 같이 보기
- 레만호